# Dajr Atijja
Dajr Atijja (arab. ديرعطية) – miasto w Syrii, w muhafazie Damaszek. W 2004 roku liczyło 10 984 mieszkańców.